# Épisodes de The Crossing
Cet article présente le guide des épisodes de la série télévisée américaine The Crossing.

## Synopsis
Des réfugiés de guerre cherchent asile dans une ville américaine, mais ils affirment être américains, 180 ans dans le futur. De plus, au moins un des réfugiés développe des pouvoirs surhumains qui le rendent menaçant.

## Diffusion
- Aux États-Unis, la saison a été diffusée du 2 avril au 9 juin 2018 sur le réseau ABC.

## Distribution

### Acteurs principaux
- Steve Zahn : Jude Ellis
- Natalie Martinez : Reece
- Sandrine Holt : Agent Emma Ren (épisodes 1 à 4)
- Georgina Haig : Dr Sophie Forbin (épisodes 3 à 11)
- Tommy Bastow (en) : Marshall
- Rob Campbell (en) : Paul
- Rick Gomez : Nestor Rosario
- Marcuis W. Harris : Caleb
- Grant Harvey : Roy Aronson
- Jay Karnes : Craig Lindauer
- Simone Kessell : Rebecca
- Kelley Missal : Hannah
- Luc Roderique : Bryce Foster
- Bailey Skodje : Leah

### Acteurs récurrents et invités
- Melinda McGraw : Dr Greta Pryor (7 épisodes)
- Luke Camilleri : Thomas (6 épisodes)
- Christian Michael Cooper : Oliver Ellis, fils de Jude (5 épisodes)
- Josette Canilao : Naomi (4 épisodes)
- Barbara Eve Harris : Lydia Doyle (4 épisodes)
- Toby Hemingway : Gabe (4 épisodes)
- Alison Wandzura : Amy Ellis, mère d'Oliver (4 épisodes)
- Devielle Johnson : Carter (4 épisodes)
- Tristan Shire : EJ (4 épisodes)
- Shannon Chan-Kent : Claire (3 épisodes)
- Brooke Smith : Diana (3 épisodes)
- Wolé Parks : Martin (3 épisodes)
- Roman Podhora : Kurt Cooper (3 épisodes)
- Michael Antonakos : Greg (3 épisodes)
- Steve Harris : Beaumont (3 épisodes)
- John D'Leo : Will (pilote)

## Épisodes

### Épisode 1: titre français officiel inconnu (Pilot)
- États-Unis : 2 avril 2018 sur ABC

- États-Unis : 5,4 millions de téléspectateurs[1] (première diffusion)

### Épisode 2: titre français officiel inconnu (A Shadow Out of Time)
- États-Unis : 9 avril 2018 sur ABC

- États-Unis : 4,48 millions de téléspectateurs[2] (première diffusion)

### Épisode 3: titre français officiel inconnu (Pax Americana)
- États-Unis : 16 avril 2018 sur ABC

- États-Unis : 4,09 millions de téléspectateurs[3] (première diffusion)

### Épisode 4: titre français officiel inconnu (The Face of Oblivion)
- États-Unis : 23 avril 2018 sur ABC

- États-Unis : 4,08 millions de téléspectateurs[4] (première diffusion)

### Épisode 5: titre français officiel inconnu (Ten Years Gone)
- États-Unis : 30 avril 2018 sur ABC

- États-Unis : 3,62 millions de téléspectateurs[5] (première diffusion)

### Épisode 6: titre français officiel inconnu (LKA)
- États-Unis : 7 mai 2018 sur ABC

- États-Unis : 3,67 millions de téléspectateurs[6] (première diffusion)

### Épisode 7: titre français officiel inconnu (Some Dreamers of the Golden Dream)
- États-Unis : 14 mai 2018 sur ABC

- États-Unis : 3,53 millions de téléspectateurs[7] (première diffusion)

### Épisode 8: titre français officiel inconnu (The Long Morrow)
- États-Unis : 28 mai 2018 sur ABC

- États-Unis : 2,53 millions de téléspectateurs[8] (première diffusion)

### Épisode 9: titre français officiel inconnu (Hope Smiles from the Threshold)
- États-Unis : 4 juin 2018 sur ABC

- États-Unis : 2,92 millions de téléspectateurs[9] (première diffusion)

### Épisode 10: titre français officiel inconnu (The Androcles Option)
- États-Unis : 9 juin 2018 sur ABC

- États-Unis : 2,09 millions de téléspectateurs[10] (première diffusion)

### Épisode 11: titre français officiel inconnu (These Are the Names)
- États-Unis : 9 juin 2018 sur ABC

- États-Unis : 2,1 millions de téléspectateurs[10] (première diffusion)